# Elecció Democràtica de Rússia
L'Elecció Democràtica de Rússia (en rus: Демократический выбор России, ДВР; Demokraticheskiy vybor Rossii, DVR) va ser un partit polític liberal-conservador rus creat el 1993 i dirigit per Iegor Gaidar, ex-ministre de finances 1991-1992 i Primer Ministre interí al 1992, considerat un dels principals artífexs de la teràpia de xoc en la transició al capitalisme.
L'octubre de 1993 es formaria el predecessor Bloc Elecció de Rússia, que es presentaria a les primeres eleccions de 1993, quedant en segon lloc amb 64 escons, però formant la facció més gran a la Duma. L'any següent, del 12 al 13 de juny de 1994, se celebraria el Congrés fundacional de l'Elecció Democràtica de Rússia, on s'aprovarien el programa i direcció, mantenint Gaidar la presidència. Recentment havia dimitit del govern presidit per Víktor Txernomirdin, ja que havia perdut influència en la presa de decisions econòmiques i s'oposava a l'augment de la despesa pressupostària. Malgrat mantenir-se fora del govern, el partit faria oposició constructiva i recolzaria a Boris Ieltsin.
A les eleccions legislatives de 1995 es presentaria en coalició amb altres partits minoritaris formant l'Elecció Democràtica de Rússia - Demòcrates Units, amb uns pobres resultats reduint la seva representació parlamentària a tan sols nou diputats a la Duma, perdent cinquanta-cinc. En aquest sentit, poc després participarien en la formació de la coalició Unió de Forces de Dreta, amb la qual es presentarien a les eleccions de 1999, que obtindria 29 diputats. Al 2001 prendrien la decisió de dissoldre's en benefici del nou partit.
Més endavant, al 2010, antics militants i dirigents del partit van refundar el partit com a Elecció Democràtica, registrant-lo oficialment al 2012. El seu president, Vladimir Milov, ex-Ministre d'Energia al 2002, dimitiria del càrrec a finals de 2015 després d'intentar expulsar sense èxit els seus dos vicepresidents, els quals l'assenyalarien pels pocs èxits del partit, el seu autoritarisme i la manca de finançament propi, mentre que ell es defensaria acusant al Kremlin de dirigir l'operació. Poc després, al 2017, el Ministeri de Justícia liquidaria el partit, malgrat ha mantingut l'activitat política. Recentment han donat suport a Borís Nadejdin, que havia estat diputat per la Unió de Forces de Dreta, per a les eleccions presidencials de 2024, vetat però per la Comissió Electoral.

## Resultats electorals

### Eleccions presidencials
| Any  | Candidat                                                        | 1a volta                                                        | 1a volta                                                        | 2a volta                                                        | 2a volta                                                        | Resultat                                                        |
| Any  | Candidat                                                        | Vots                                                            | %                                                               | Vots                                                            | %                                                               | Resultat                                                        |
| ---- | --------------------------------------------------------------- | --------------------------------------------------------------- | --------------------------------------------------------------- | --------------------------------------------------------------- | --------------------------------------------------------------- | --------------------------------------------------------------- |
| 1996 | Suport a Boris Yeltsin                                          | 26,665,495                                                      | 35.32                                                           | 40,402,349                                                      | 53.82                                                           | Electe                                                          |
| 2000 | Suport a Vladímir Putin                                         | 39,740,434                                                      | 52.94                                                           |                                                                 |                                                                 | Electe                                                          |
| 2018 | Criden a la participació contra Putin, sense especificar suport | Criden a la participació contra Putin, sense especificar suport | Criden a la participació contra Putin, sense especificar suport | Criden a la participació contra Putin, sense especificar suport | Criden a la participació contra Putin, sense especificar suport | Criden a la participació contra Putin, sense especificar suport |
| 2024 | Suport a Borís Nadejdin                                         | -                                                               | -                                                               | -                                                               | -                                                               | -                                                               |

### Eleccions legislatives
| Any  | Líder                                           | Resultats                                       | Resultats                                       | Resultats                                       | Resultats                                       | Pos.                                            |
| Any  | Líder                                           | Vots                                            | %                                               | Escons                                          | +/–                                             | Pos.                                            |
| ---- | ----------------------------------------------- | ----------------------------------------------- | ----------------------------------------------- | ----------------------------------------------- | ----------------------------------------------- | ----------------------------------------------- |
| 1993 | Iegor Gaidar                                    | 8,339,345                                       | 15.51                                           | 64 / 450                                        | Nou                                             | 2n                                              |
| 1995 | Iegor Gaidar                                    | 2,674,084                                       | 3.86                                            | 9 / 450                                         | 55                                              | 4t                                              |
| 1999 | Iegor Gaidar                                    | Dins de la UFD                                  | Dins de la UFD                                  | 29 / 450                                        | 20                                              | = 4t                                            |
| 2016 | Participen dins de Iàbloko, sense representació | Participen dins de Iàbloko, sense representació | Participen dins de Iàbloko, sense representació | Participen dins de Iàbloko, sense representació | Participen dins de Iàbloko, sense representació | Participen dins de Iàbloko, sense representació |
| 2021 | No hi participen, criden a recolzar l'oposició  | No hi participen, criden a recolzar l'oposició  | No hi participen, criden a recolzar l'oposició  | No hi participen, criden a recolzar l'oposició  | No hi participen, criden a recolzar l'oposició  | No hi participen, criden a recolzar l'oposició  |